# Ve Neill
Pour les articles homonymes, voir Neill.
Mary Flores, dite Ve Neill, est une maquilleuse américaine, née  en 1951 à Riverside.
Elle a remporté l'Oscar du meilleur maquillage à trois reprises pour les films Beetlejuice, Madame Doubtfire et Ed Wood. Elle a reçu de nombreuses autres récompenses dont trois Saturn Awards, deux Emmy Awards et un BAFA Award.
Elle est une collaboratrice régulière du réalisateur Tim Burton et de l'acteur Johnny Depp. Elle participe aux trois premiers films de la franchise Pirates des Caraïbes et également à la plupart de ceux de la série Hunger Games.
Elle fait partie du jury de l'émission de télévision Face Off.
En 2019, la marque NYX Professional Makeup lance une collection de maquillage horrifique pour Halloween en collaboration Ve Neill.

## Filmographie
Sauf indication contraire, les informations mentionnées dans cette section peuvent être confirmées par la base de données cinématographiques IMDb,  présente dans la section « Liens externes ».

### Cinéma
- 1977 : Cinderella de Michael Pataki - également coiffeuse
- 1977 : L'Horrible Invasion (Kingdom of the Spiders) de Michael Pataki
- 1977 : The Private Files of J. Edgar Hoover de Larry Cohen
- 1978 : Rayon laser (Laserblast) de Michael Rae
- 1978 : Shoot the Sun Down (en) de David Leeds
- 1979 : Star Trek, le film (Star Trek: The Motion Picture) de Robert Wise
- 1979 : Le Piège (Tourist Trap) de David Schmoeller - dont masques spéciaux
- 1979 : The Dark de John 'Bud' Cardos et Tobe Hooper - également coiffeuse
- 1979 : Le Jour de la fin des temps (The Day Time Ended) de John 'Bud' Cardos
- 1980 : Comment se débarrasser de son patron (9 to 5) de Colin Higgins
- 1981 : La Femme qui rétrécit (The Incredible Shrinking Woman) de Joel Schumacher
- 1982 : L'Épée sauvage (The Sword and the Sorcerer) d'Albert Pyun
- 1982 : Slapstick (of Another Kind) de Steven Paul (en) - maquillage d'effets spéciaux
- 1982 : Monty Python à Hollywood (Monty Python Live at the Hollywood Bowl) (captation de spectacle) de Terry Hughes et Ian MacNaughton
- 1984  : Le Dernier Missile (en) (Radioactive Dreams) d'Albert Pyun - création des maquillages
- 1987 : Génération perdue (The Lost Boys) de Joel Schumacher
- 1988 : Beetlejuice de Tim Burton
- 1988 : Cocoon, le retour (Cocoon: The Return) de Daniel Petrie - membre de l'équipe de Greg Cannom (en) pour les effets spéciaux de la créature
- 1990 : Edward aux mains d'argent (Edward Scissorhands) de Tim Burton
- 1990 : Dick Tracy de Warren Beatty
- 1991 : Hook ou la Revanche du capitaine Crochet (Hook) de Steven Spielberg - maquillage de Julia Roberts
- 1992 : Batman : Le Défi (Batman Returns) de Tim Burton
- 1992 : Hoffa de Danny DeVito
- 1993 : Madame Doubtfire (Mrs. Doubtfire) de Chris Columbus
- 1994 : Ed Wood de Tim Burton
- 1994 : Entretien avec un vampire (Interview with the Vampire) de Neil Jordan
- 1995 : Batman Forever de Joel Schumacher
- 1996 : Mars Attacks! de Tim Burton
- 1996 : Matilda de Danny DeVito
- 1997 : Bienvenue à Gattaca  (Gattaca) d'Andrew Niccol
- 1997 : Batman et Robin (Batman & Robin) de Joel Schumacher
- 1999 : Galaxy Quest de Dean Parisot
- 1999 : Man on the Moon de Miloš Forman
- 2001 : A.I. Intelligence artificielle (Artificial Intelligence: AI) de Steven Spielberg
- 2001 : Blow de Ted Demme
- 2002 : Austin Powers dans Goldmember (Austin Powers in Goldmember) de Jay Roach - maquillage de Danny DeVito
- 2003 : Pirates des Caraïbes : La Malédiction du Black Pearl (Pirates of the Caribbean: The Curse of the Black Pearl) de Gore Verbinski
- 2004 : Les Chroniques de Riddick (The Chronicles of Riddick) de David Twohy
- 2006 : Pirates des Caraïbes : Le Secret du coffre maudit (Pirates of the Caribbean : Dead Man's Chest) de Gore Verbinski
- 2007 : Pirates des Caraïbes : Jusqu'au bout du monde (Pirates of the Caribbean: At World's End) de Gore Verbinski
- 2007 : Sweeney Todd : Le Diabolique Barbier de Fleet Street (Sweeney Todd : The Demon Barber of Fleet Street) de Tim Burton
- 2012 : Hunger Games (The Hunger Games) de Gary Ross
- 2012 : The Amazing Spider-Man de Marc Webb
- 2013 : Hunger Games : L’Embrasement (The Hunger Games: Catching Fire) de Francis Lawrence
- 2014 : The Amazing Spider-Man : Le Destin d'un héros (The Amazing Spider-Man 2) de Marc Webb - maquillage d'Andrew Garfield et Emma Stone
- 2014 : Hunger Games : La Révolte, partie 1 (The Hunger Games: Mockingjay - Part 1) de Francis Lawrence
- 2015 : Hunger Games : La Révolte, partie 2 (The Hunger Games: Mockingjay - Part 2) de Francis Lawrence
- 2016 : Pee-wee's Big Holiday de John Lee
- 2018 : A Star Is Born de Bradley Cooper
- 2018 : Bienvenue à Marwen (Welcome to Marwen) de Robert Zemeckis

### Télévision
- 1981 : Lily: Sold Out (programme spécial) de Tony Charmoli (en) et Bill Davis - maquillage de Lily Tomlin
- 1982 : Lily for President? (programme spécial) de Tom Trbovich - maquillage de Lily Tomlin
- 1982 : Money on the Side (en) (téléfilm) de Robert L. Collins (en)
- 1983 : La Cinquième Victime (Jane Doe) (téléfilm) d'Ivan Nagy
- 1983-1986 : L'Agence tous risques (The A-Team) (série télévisée)
- 1987-1989 : Pee-wee's Playhouse (série télévisée)
- 1997 : Shining (mini-série)
- 1998 : De la Terre à la Lune (From the Earth to the Moon) (mini-série)

## Distinctions
Sauf indication contraire, les informations mentionnées dans cette section peuvent être confirmées par la base de données cinématographiques IMDb,  présente dans la section « Liens externes ».

### Récompenses
- Daytime Emmy Awards 1988 : meilleur maquillage pour Pee-wee's Playhouse
- Oscars 1989 : meilleur maquillage pour Beetlejuice – partagée avec Steve LaPorte et Robert Short
- Saturn Awards 1990 : meilleur maquillage pour Beetlejuice – partagée avec Steve LaPorte et Robert Short
- Saturn Awards 1993 : meilleur maquillage pour Batman : Le Défi – partagée avec Stan Winston
- Oscars 1994 : meilleur maquillage pour Madame Doubtfire – partagée avec Greg Cannom (en) et Yolanda Toussieng
- Oscars 1995 : meilleur maquillage pour Ed Wood – partagée avec Rick Baker et Yolanda Toussieng
- Saturn Awards 1995 : meilleur maquillage pour Ed Wood – partagée avec Rick Baker
- Primetime Emmy Awards 1997 : meilleur maquillage pour une mini-série ou un programme spécial pour Shining – partagée avec Bill Corso (en), Douglas Noe, Tracey Levy, Barry R. Koper, Ashlee Petersen, Jill Rockow, Joe Colwell, Steve Johnson et Joel Harlow
- BAFTA 2004 : meilleurs maquillages pour Pirates des Caraïbes : La Malédiction du Black Pearl – partagée avec Martin Samuel
- Hollywood Makeup Artist and Hair Stylist Guild Awards 2016 : prix d'honneur pour l'ensemble de sa carrière

### Nominations
- Saturn Awards 1980 : meilleur maquillage pour Star Trek, le film – partagée avec Fred B. Phillips et Janna Phillips
- Saturn Awards 1988 : meilleur maquillage pour Génération perdue – partagée avec Greg Cannom (en) et Steve LaPorte
- BAFTA 1989 : meilleurs maquillages pour Beetlejuice – partagée avec Steve LaPorte et Robert Short
- Daytime Emmy Awards 1990 : meilleur maquillage pour Pee-wee's Playhouse
- Oscars 1991 : meilleur maquillage pour Edward aux mains d'argent – partagée avec Stan Winston
- BAFTA 1992 : meilleur maquillage pour Edward aux mains d'argent
- Oscars 1993 :
  - Meilleur maquillage pour Batman : Le Défi – partagée avec Ronnie Specter et Stan Winston
  - Meilleur maquillage pour Hoffa – partagée avec Greg Cannom (en) et John Blake
- BAFTA Awards 1993 : meilleur maquillage pour Batman, le défi – partagée avec Stan Winston
- BAFTA 1995 : meilleur maquillage pour Madame Doubtfire – partagée avec Greg Cannom (en) et Yolanda Toussieng
- Saturn Awards 1996 : meilleur maquillage pour Batman Forever – partagée avec Rick Baker et Yolanda Toussieng
- BAFTA 1996 : meilleur maquillage pour Ed Wood – partagée avec Rick Baker et Yolanda Toussieng
- Saturn Awards 1998 : meilleur maquillage pour Batman et Robin – partagée avec Jeff Dawn
- Primetime Emmy Awards 1998 : meilleur maquillage pour une mini-série, un téléfilm ou un programme spécial pour De la Terre à la Lune
- Saturn Awards 2000 : meilleur maquillage pour Galaxy Quest – partagée avec Stan Winston et Hallie D'Amore
- Oscars 2004 : meilleur maquillage pour Pirates des Caraïbes : La Malédiction du Black Pearl – partagée avec Martin Samuel
- Saturn Awards 2004 : meilleur maquillage pour Pirates des Caraïbes : La Malédiction du Black Pearl – partagée avec Martin Samuel
- Saturn Awards 2007 : meilleur maquillage pour Pirates des Caraïbes : Le Secret du coffre maudit – partagée avec Joel Harlow
- BAFTA 2007 : meilleur maquillage pour Pirates des Caraïbes : Le Secret du coffre maudit – partagée avec Martin Samuel
- Oscars 2008 : meilleur maquillage pour Pirates des Caraïbes : Jusqu'au bout du monde – partagée avec Martin Samuel
- Saturn Awards 2008 : meilleur maquillage pour Pirates des Caraïbes : Jusqu'au bout du monde – partagée avec Martin Samuel